# 马耶讷区
马耶讷区（法語：Arrondissement de Mayenne）是法国卢瓦尔河地区大区马耶讷省所辖的一个区。总面积2094平方公里，总人口119610，人口密度40人/平方公里（2018年）。主要城镇为马耶讷。

## 辖区
马耶讷区辖有130个市镇。